# (35144) 1992 YE1
1992 واي إي 1 (ويعرف أيضًا باسم (35144) 1992 واي إي 1 وفق تسمية الكوكب الصغير) (بالإنجليزية: 1992 YE1)‏ هو كويكب ضمن حزام الكويكبات؛ وترتيبه 35144 من حيث الاكتشاف.
اكتُشف هذا الجُرم الفلكي بواسطة إيريك والتر إلست في 18 ديسمبر 1992.

## وصلات خارجية
- (35144) 1992 YE1 في قاعدة بيانات مختبر الدفع النفاث لأجرام النظام الشمسي الصغيرة

- الاكتشاف · مخطط المدار ·  العناصر المدارية · المعلمات المادية

- (35144) 1992 YE1 على موقع ويكي سكاي: DSS2, SDSS, GALEX, IRAS, Hydrogen α, X-Ray, Astrophoto, Sky Map, Articles and images